# روبرتو گونزالس اسکاررا
روبرتو گونزالس اسکاررا (انگلیسی: Roberto González Escarrá؛ زادهٔ c. 1890) بازیکن فوتبال اهل آرژانتین است.
وی همچنین در تیم ملی فوتبال آرژانتین بازی کرده‌است.